# Baza wiedzy
Baza wiedzy (ang. knowledge base) – zbiór powiązanych logicznie reguł, definicji pojęć lub opisów faktów dotyczących określonej dziedziny wiedzy, stanowiących część składową komputerowego systemu eksperckiego.
Przechowywana w pamięci komputera wraz z regułami logicznymi (sformułowanymi przez fachowców z danej dziedziny) umożliwia efektywne wykorzystywanie bazy danych na wzór systemu ekspertowego.